# Campanula wilkinsiana
Campanula wilkinsiana är en klockväxtart som beskrevs av Edward Lee Greene. Campanula wilkinsiana ingår i släktet blåklockor, och familjen klockväxter. Inga underarter finns listade i Catalogue of Life.